# スリーマイル島原子力発電所事故

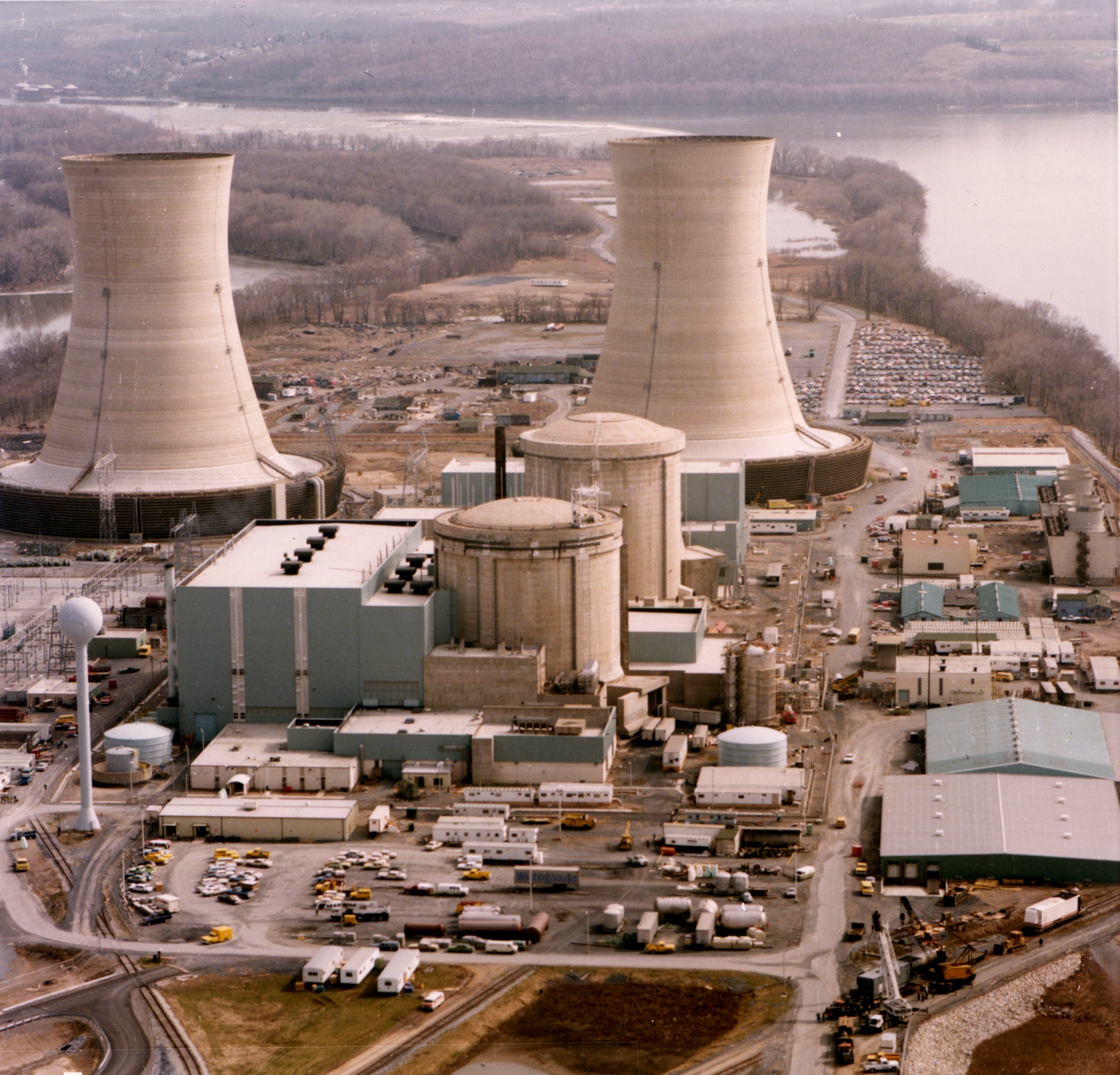
スリーマイル島原子力発電所。中央手前の二つのドームが原子炉建屋で、その左隣の白い建物が制御室を含むタービン建屋である。奥に見える二基の塔状構造物は放熱塔。

スリーマイル島原子力発電所事故（スリーマイルとうげんしりょくはつでんしょじこ、英:  Three Mile Island accident）は、1979年3月28日、アメリカ合衆国東北部ペンシルベニア州のスリーマイル島原子力発電所で発生した重大な原子力事故。スリーマイル島（Three Mile Island）の頭文字をとってTMI事故とも略称される。
原子炉冷却材喪失事故（Loss Of Coolant Accident、LOCA）に分類され、想定された事故の規模を上回る過酷事故（Severe Accident）である。国際原子力事象評価尺度（INES）においてレベル5の事例である。

## 経緯

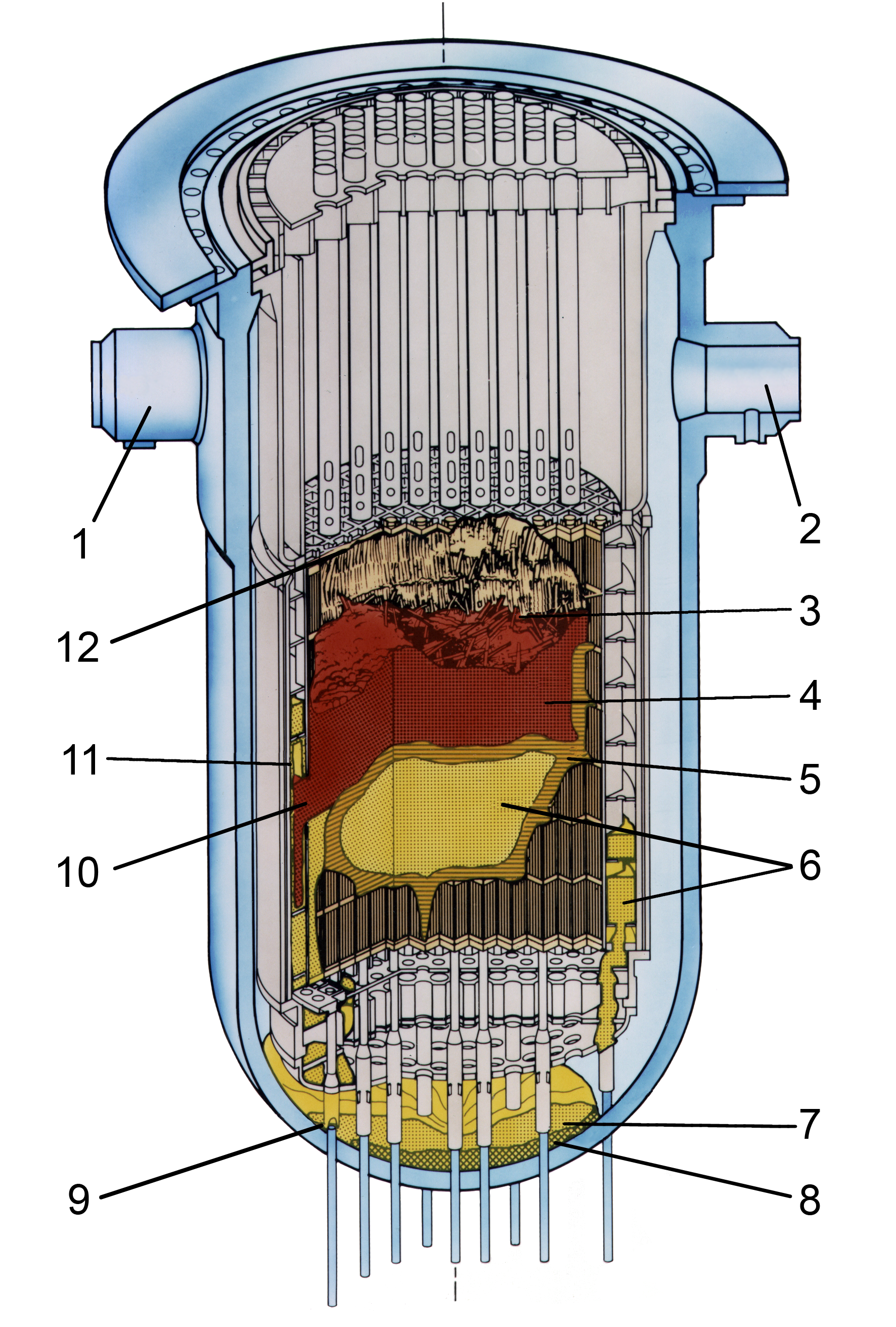
事故終息後の炉心の状態

事故が起きたスリーマイル島原子力発電所は州都ハリスバーグ郊外を流れるサスケハナ川の、周囲約3マイルの中州・スリーマイル島（Three Mile Island）に立地する原子力発電所である。この中洲には当該原発しかない。
スリーマイル島原子力発電所は2つの原子炉を有しており、そのうち2号炉はバブコック&ウィルコックス社（B&W社）が設計した加圧水型原子炉（PWR）で電気出力96万kWであった。事故当日、1号炉は燃料棒交換中で停止しており、2号炉は営業運転開始から3ヶ月を経過しており、定格出力の97%で営業運転中だった。

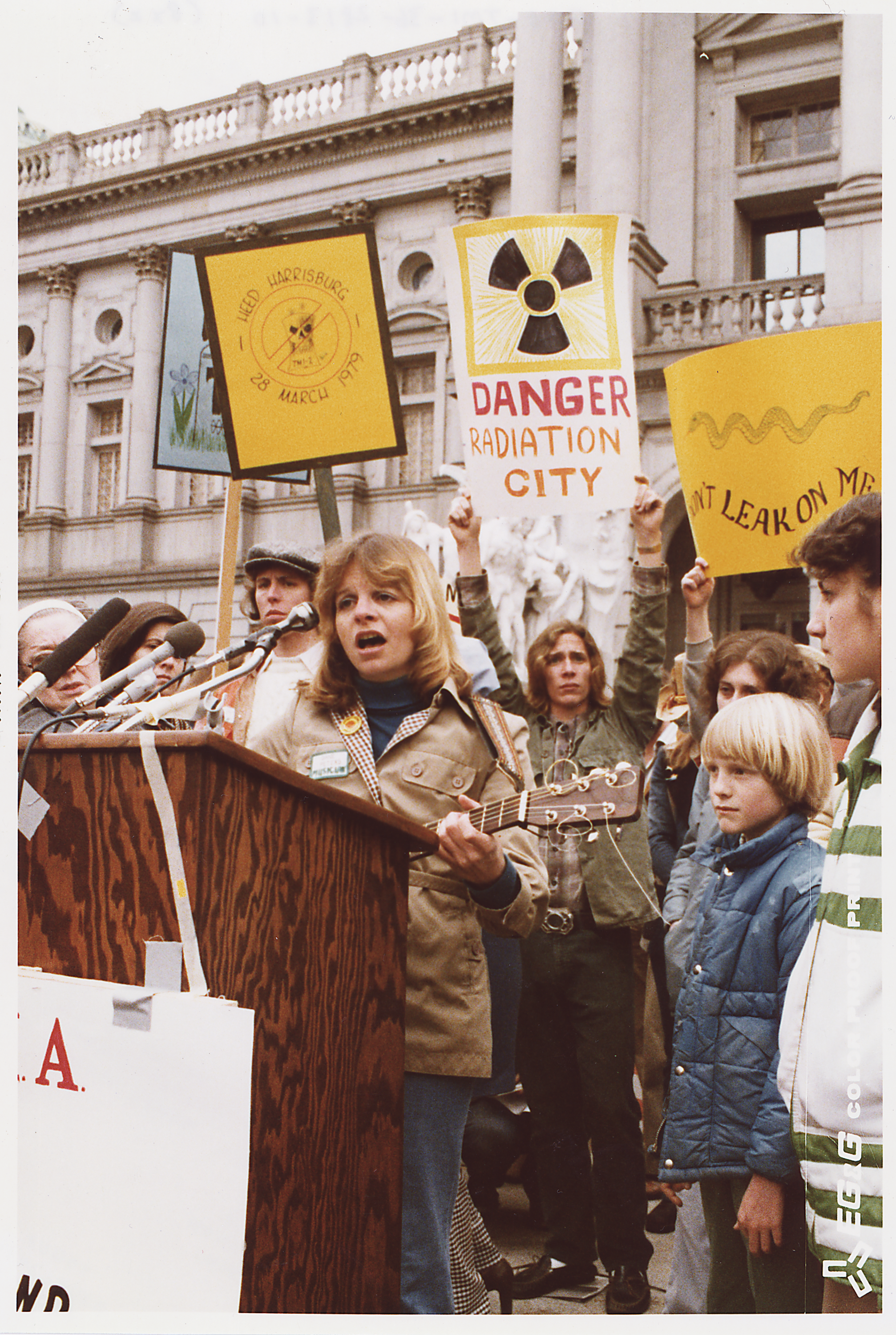
ハリスバーグでの反核運動

コアの部分的なメルトダウンは1979年3月28日午前4時00分37秒（現地のアメリカ東部標準時（EST））から始まった。
遡ること11時間、2次冷却水系の脱塩塔のイオン交換樹脂の交換作業が続けられていた。通常はイオン交換樹脂は圧縮空気で取り外せるのだが、難航したため、循環水系に圧縮空気を印加して、問題の樹脂を取り外した。この時に少量の水が、弁等を制御する計装用空気系に混入した。やがてこれが原因となり、午前4時00分頃、主給水ポンプ、復水ポンプが停止すると共に、タービントリップ（タービンの緊急停止）を引き起こした。
通常であれば、主給水ポンプが停止した場合、3機の予備給水ポンプが直ちに起動、原子炉二次冷却系の冷却水循環は継続される'はず'が、定期メンテナンスに伴い、予備ポンプからの給水ラインのバルブが閉じられていたため、非常給水はなされなかった。この、二次冷却系への非常給水ポンプからのラインを閉じた場合、原子炉自体も止めてメンテナンスを行うことが原子力規制委員会によるルールである。本件では二次冷却系用非常給水ラインを閉じたまま原子炉の運転を継続したことが、後に本件における最も重大な違反、事故要因とされた。
蒸気発生器への二次冷却系の主冷却ポンプが止まり、緊急給水ポンプによる給水も不可能なため、一次冷却系からの抜熱が不足、一次冷却系の圧力が上昇し、原子炉は自動的にスクラム動作（緊急時に制御棒を炉心に全部入れ、核反応を停止させる）を行い、8秒以内に制御棒挿入、核反応自体は停止したものの、崩壊熱自体の発生は続き、一次系は圧力上昇を続けたため、ソレノイド駆動のパイロットオペレーションリリーフバルブ（PORV）安全弁が自動作動し、一次冷却系の圧力を下げた。このPORVの信号方式について、後の事故検証にて致命的な欠陥が指摘されている。
通常、PORVはソレノイドに通電してパイロットを駆動しバルブが開き、通電を切ることでパイロットはオフとなる。2号炉に用いられたPORVはパイロットの位置を検知する手段が無く、制御盤もPORVのソレノイドへの通電の有無に基づき開閉を表示し、実際のパイロットの位置を反映していなかった。ところがこの時、PORV開動作時に機械的な故障が生じており、圧力が下がってソレノイドがオフとなっても弁が開いたままとなってしまい、蒸気の形で原子炉冷却材の放出が続いた。PORVは開いたままのため、原子炉内の圧力は低下する一方、圧力容器内の冷却水は激しく沸騰、いわゆる核沸騰を継続し、ボイド（蒸気泡）が水位計に流入、加圧器水位計が実際の液面より高い位置を示し、圧力容器内の正しい水位を示していなかった。一次系の圧力は低く、水位計も間違って十分な水位を示しているため、オペレーターは炉内で何が起こっているのかが正しく判断出来なかった。
一方、オペレーター達は原子炉通常運転時は冷却水過剰による燃料棒表面での核沸騰停止（これによる熱交換性能低下）は絶対避けるよう教育されていた。上記の誤った情報から炉内は冷却水過剰気味と考え、核沸騰停止に近いと考え、緊急給水ポンプを停止してしまった（この緊急給水ポンプはPORVの作動、すなわち冷却水放出とともに自動作動していた）。緊急給水も止まった炉内では崩壊熱により、核沸騰から膜沸騰となりコアに十分な冷却水が接することが無くなりコア表面温度は非常に高温となった。
なお、故障原因を突き止めたのは先入観の無い交代チームに引き継いでからとなった。彼らはPORVとプレッシャーライズドリリーフタンクとを結ぶパイプの温度が高く、PORVから一次冷却水（蒸気）が放出し続けていることを把握した。
PORVからの冷却水の連続的な放出により、プレッシャーライズドリリーフタンクから水が溢れだし、午前4時11分にはコンテインメントビルの貯水タンクが一杯となり警報が発報した。この発報、PORV配管の温度異常、コンテインメントビルの温度異常から原子炉からの冷却水放出は明らかなのだが当初は無視された。
午前4時15分プレッシャーライズドタンクのダイヤフラムが破裂、放射性物質がコンテインメントビル内に放出されはじめ、放射性物質を含む冷却水は別の建屋にもポンプで搬送されはじめ、午前4時39分まで移送は続いた。

## メルトダウンへ
故障したPORV（一次冷却系の電磁リリーフバルブ）から冷却水（蒸気）の放出が続いた為、午前5時20分頃、4機の一次系冷却水ポンプは水量不足により停止した。ポンプ停止後も炉内は対流による冷却水循環は続いたと考えられているが、肝心のコア部では大量の蒸気により冷却水循環が阻まれ、やがて残された冷却水の多くが蒸気に変わっていった。
午前6時直後、PORVからの蒸気放出継続により、ついに炉心コア頂部が露出、強大な熱により水蒸気と燃料棒を被覆していたジルカロイが反応（一種の加水分解反応）、二酸化ジルコニウムへと反応するとともに、水素発生と、更なる反応熱も生じ、燃料棒被覆の一層の溶解、燃料ペレットへのダメージ、原子炉冷却水への放射性同位体放出へとつながった。発生した水素はその日の午後に生じた小規模爆発の原因となったと考えられている。
午前6時にシフト交代があり、このチームが先ほど述べたPORV近辺の温度異常に気付き、PORVのバックアップバルブ（ブロックバルと呼ばれていた）を閉じたが、すでに120,000Lの一次系冷却水がPORV経由で放出されてしまった。 
午前6時45分に至り、放射性物質の漏えいを知らせる警報も発報したが、すでにトラブル発生から165分も経過した後であった。
炉心上部3分の2が蒸気中にむき出しとなり、崩壊熱によって燃料棒が破損した。このため周辺住民の大規模避難が行われた。運転員による給水回復措置が取られ、事故は終息した。
結局、炉心溶融（メルトダウン）で、燃料の45%、62トンが溶融し、うち20トンが原子炉圧力容器の底に溜まった。給水回復による急激な冷却によって、炉心溶解が予想より深刻化したとされている。

## 当時の現場の環境
- 一次冷却系用のPORV（パイロットオペレーションリリーフバルブ、ソレノイド駆動の非常時圧力リリーフバルブ）の動作状況指示方式の欠陥（ソレノイドに通電しているか、通電していないか、でリリーフバルブの開閉を表示していたが、これは実際のパイロットの位置は反映されていなかった。
- この不適切設計と、PORV動作終了後、ソレノイドがオフとなったものの、バルブが故障、実際にはPORVは開いたまま、水蒸気が放出されているにもかかわらず、制御盤ではバルブが閉状態を示すランプが点灯していた。

- PORVの構造、制御盤での動作状況は何を示すか（PORV開閉では無く、正しくはソレノイドの通電のオン、オフ）についての詳しい教育不足により、制御盤の表示を盲目的に信じ、PORV故障の把握に時間を要した（異常に気付いたのはシフト交代したメンバーがPORVのテールパイプ温度異常に気づけたため）。

- 炉内の液面位置を直接計測する装置がなく、沸騰状態に陥った一次冷却水系の水泡が水位計の接続されている加圧器内にも入り込み、水泡が水位を押し上げたため、運転員が一次冷却水系の水量が過大であると誤認させてしまった[注釈 2]。

- PORVテールパイプ温度表示器は分かりづらい位置にあり、当初不具合原因の解明時の参考とされなかった。

- オペレーターは原子炉通常運転時、コアでの高効率熱交換の為、核沸騰を維持することを徹底教育されていた。

PORVによる圧力解放時、緊急給水ポンプも作動したが、PORV動作停止後、前記のとおり誤ったPORV情報から、リリーフ弁は閉じていると信じ、炉内圧力は低く、水位も十分有ると考え、炉内は冷却水過剰による圧力低下が生じはじめていると考え、核沸騰維持のためとして、緊急給水ポンプを停止してしまった。
- コントロールパネル上の2つある出口弁の片方の表示ランプ上に別のスイッチに掛かっていた注意札が覆いかぶさった状態で見えにくくなっていた[2]。
- 異常状態を表示する警告灯や警報音送出装置が多数設置されていた。しかし、そのことが逆に現場に混乱と疲弊を生じさせる結果となった。事故当時、137個もの警報灯が点灯する「クリスマス・ツリー現象」が生じ、また警報音も30秒間に85回も鳴り響く状況であり、後に運転員が「パネル板を外して窓の外へほうり出したくなった」と証言するほどであった。このことが作業員の精神的疲労の蓄積と冷静な思考を阻害させる要因になってしまい、現場の混乱度を高めてしまうこととなった[3]。

## 周辺地域への影響
放出された放射性物質は希ガス（ヘリウム、アルゴン、キセノン等）が大半で約92.5 PBq（250万キュリー）。ヨウ素は約555GBq（15キュリー）に過ぎない。セシウムは放出されなかった。周辺住民の被曝は0.01 - 1mSv程度とされる（後述）。この被害は1957年に起きたイギリスのウィンズケール原子炉火災事故に次ぐ。

### 人体への影響
米国原子力学会は、公式発表された放出値を用いて、「発電所から10マイル以内に住む住民の平均被曝量は8ミリレムであり、個人単位でも100ミリレムを超える者はいない。8ミリレムは胸部X線検査とほぼ同じで、100ミリレムは米国民が1年で受ける平均自然放射線量のおよそ三分の一だ」としている（1ミリレムは0.01mSv）。
放射性降下物による健康への影響に関する初期の科学的文献は、こうした放出値に基づいて、発電所の周辺10マイルの地域におけるガンによる死者の増加数は1人か2人と推定している。10マイル圏外の死亡率が調査されたことはない。1980年代になると、健康被害に関する伝聞報告に基づいて地元での運動が活発化し、科学的調査への委託につながったが、一連の調査によって事故が健康に有意な影響を与えたという結論は出なかった。
アメリカの研究組織である放射線と公衆衛生プロジェクトは、19の医学論文と書籍『Low Level Radiation and Immune Disease』を著したジョセフ・マンガーノによる算定を引用して、事故の2年後の風下地域における乳幼児死亡率に急な増加が見られることを報告した。

### 動植物への影響
地域の動植物にも影響があったとも伝えられている。反核運動家 ハーヴィー・ワッサーマン は、放射性降下物は「地域の野生動物や農場の家畜に死や病気の災厄」をもたらし、その一例として馬や牛の繁殖率が著しく低下したことがペンシルベニアの農業局が出した統計に表れていると述べたが、同局は事故との関連を否定している。
また、原発から40km圏内で100以上の動植物の奇形が発見されていると報道されている。

## 事故後のスリーマイル島原発
当時スリーマイル島原子力発電所の運営会社の親会社であったGPU社は、事故後2号炉を修復して営業運転に復帰させることを計画していたが、2号炉の損傷状況や汚染が酷かったことから断念した。2号炉は1979年8月から1993年12月にかけて約10億ドルの費用をかけて除染が実施され、溶融した燃料もほとんどが除去されたが、汚染水によって放射能汚染された建屋のコンクリートを除染するには実用的ではなかったことから、時間経過による放射能レベルの減少を待つこととなり、建屋と冷却塔は残されている。
一方残った1号炉はその後も営業運転が行われており、2034年までの運転許可を取得していたが、2017年に保有していたエクセロン社が、再生可能エネルギーの普及やシェールガスによるエネルギー価格の低下と、福島第一原子力発電所事故後の運営コスト上昇による採算性の悪化を主な理由に2019年9月に閉鎖することを発表し、2019年9月20日に営業運転を終了した。今後1号炉は2079年まで延べ60年間に渡って廃炉作業が行われる予定であり、残されていた2号炉の建屋・冷却塔も2041年に解体を開始し、2053年に解体を終了する予定である。
ところが2024年9月に、米電力会社コンステレーション・エナジー（エクセロン社に買収された後、再び分離独立した企業）とマイクロソフトは20年間の電力購入契約を結び、スリーマイル島原発１号機に多額の投資行って再稼働させる計画を発表した。電力を周辺地域のマイクロソフトのデータセンターに供給する。

## 映画『チャイナ・シンドローム』
このプラントの事故は、映画『チャイナ・シンドローム』公開の12日後に起こった。
映画ではジャック・レモンが核カタストロフィーの可能性を指摘した原子力プラントのスーパーバイザー役を、ジェーン・フォンダがカリフォルニアテレビ局のTVニュースレポーター役を演じている。
この映画のリリース後、フォンダは原子力発電反対のロビー活動を始めた。彼女の影響で、原子物理学者で長く米政府の科学アドバイザーだった「水爆の父」エドワード・テラーは、彼の原子力発電を支持するロビー活動を行い、「私はスリーマイル原発事故で健康を害した唯一の被害者（議論の最中に心臓発作を起こした）だ」と語った。